# Wereldkampioenschappen wielrennen 2024 – Wegwedstrijd vrouwen junioren
De wegwedstrijd voor vrouwen junioren op de wereldkampioenschappen wielrennen 2024 werd gehouden op 26 september. De 120 deelneemsters startten in Uster en finishten 73,5 kilometer (inclusief twee plaatselijke rondes) later in Zürich. De Britse Cat Ferguson won, twee dagen na haar tijdrittitel, na een sprint met de Spaanse Paula Ostiz en Viktória Chladoňová uit Slowakije.

## Uitslag
| Plaats | Naam                     | Tijd     |
| ------ | ------------------------ | -------- |
| Goud   | Cat Ferguson             | 1u54'48" |
| Zilver | Paula Ostiz              | z.t.     |
| Brons  | Viktória Chladoňová      | z.t.     |
| 4      | Megan Arens              | + 9"     |
| 5      | Célia Gery               | + 53"    |
| 6      | Imogen Wolff             | + 1'26"  |
| 7      | Kamilla Aasebø           | z.t.     |
| 8      | Amandine Muller          | z.t.     |
| 9      | Lara Liehner             | z.t.     |
| 10     | Lucy Bénézet Minns       | z.t.     |
| 11     | Lauren Bates             | + 1'30"  |
| 12     | Alexandra Volstad        | + 2'25"  |
| 13     | Alyssa Sarkisov          | z.t.     |
| 14     | Weronika Wąsaty          | z.t.     |
| 15     | Daniela Hezinová         | z.t.     |
| 16     | Ella Heremans            | z.t.     |
| 17     | Addison Frank            | z.t.     |
| 18     | Caoilinn Littbarski-Gray | z.t.     |
| 19     | Chantal Pegolo           | + 2'29"  |
| 20     | Eirini Papadimitriou     | z.t.     |

## Dodelijk ongeval van Muriel Furrer
Tijdens de wedstrijd kwam de Zwitserse Muriel Furrer (Egg, 1 juli 2006) zwaar ten val. De val bleef lang onopgemerkt. Pas na een lange patrouille werd Furrer gevonden, ongeveer twee uur nadat het ongeval had plaatsgevonden. Daarna werd ze per traumahelikopter naar het ziekenhuis gebracht. De UCI liet later die dag weten dat ze ernstig hoofdletsel had opgelopen en in een zeer kritieke toestand lag. Furrer liep hersenletsel op en overleed een dag later in het universiteitsziekenhuis van Zürich aan haar verwondingen.
In overleg met de familie werd besloten het programma zoals gepland af te werken. Het nieuws van haar overlijden werd bekend tijdens de wedstrijd voor de mannen beloften. Hun podiumceremonie werd daarom aangepast; er werd geen volkslied gespeeld. Een dag later werd een minuut stilte gehouden voor de start van de wedstrijd voor elite vrouwen.
Op zondagochtend 29 september 2024 vond een herdenkingsrit voor Furrer plaats waarin 1500 fietsers hun laatste eer aan haar bewezen.